# Agence d'administration régionale de la Finlande orientale
L'agence d'administration régionale de la Finlande orientale est l'une des six agences administratives régionales de la Finlande.

## Zone géographique
Le domaine de responsabilité de l'agence est composé de 3 régions, de 14 sous-régions et de 65 municipalités.
La délégation régionale est située à Mikkeli et les bureaux secondaires à Kuopio et Joensuu.

### Régions
- Carélie du Nord
- Savonie du Nord
- Savonie du Sud

### Grandes villes
Les plus grandes villes sont:
- Kuopio,
- Joensuu,
- Mikkeli,
- Savonlinna,
- Varkaus.